# 파켈 기계설계국

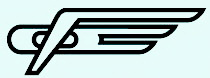

파켈 기계설계국(MKB Fakel)은 그루신 설계국으로도 불린다. 예전에는 OKB-2라고 불렀다. 러시아 힘키에 위치해 있다. 세계최초로 실전배치된 지대공 미사일인 S-75(SA-2)을 개발한 곳이다.
파켈에서 개발한 지대공 미사일은 S-75, S-125, S-200, S-300 등이 있다. 북한은 S-75, S-125, S-200, S-300을 모두 수입해 현재에도 사용중이며, 한국은 S-300의 최신형 S-400을 도입했다.
1958년 7월 파켈은 S-75 개발로 레닌 훈장을 받았으며, 1981년 4월 S-300 개발로 10월 혁명 훈장을 받았다.
2002년부터 러시아 모스크바에 본사를 둔 상장된 주식회사인 방산업체 알마즈 안테이사 소속이다.

## 그루신
피터 그루신은 S-300을 개발한 러시아의 로켓 과학자이다. 파켈 기계설계국의 수석과학자이다.
S-75(SA-2)를 설계하였다. S-75(SA-2)는 1960년 5월 1일 프랜시스 개리 파워스가 조종하던 U-2 정찰기를 격추했다.
1963년 레닌상 수상하였고 7개의 레닌 훈장을 받았다.

## 같이 보기
- 피터 그루신
- S-75
- S-300
- 철매2 - S-400을 한국이 기술이전 받았다.
- 비티아즈 미사일
- 프랜시스 개리 파워스
- U-2기 사건